# Drosophila bella
Drosophila bella är en tvåvingeart som beskrevs av Lin och Ting 1971. Drosophila bella ingår i släktet Drosophila och familjen daggflugor.
Artens utbredningsområde är Taiwan.